# Warren Worth Bailey

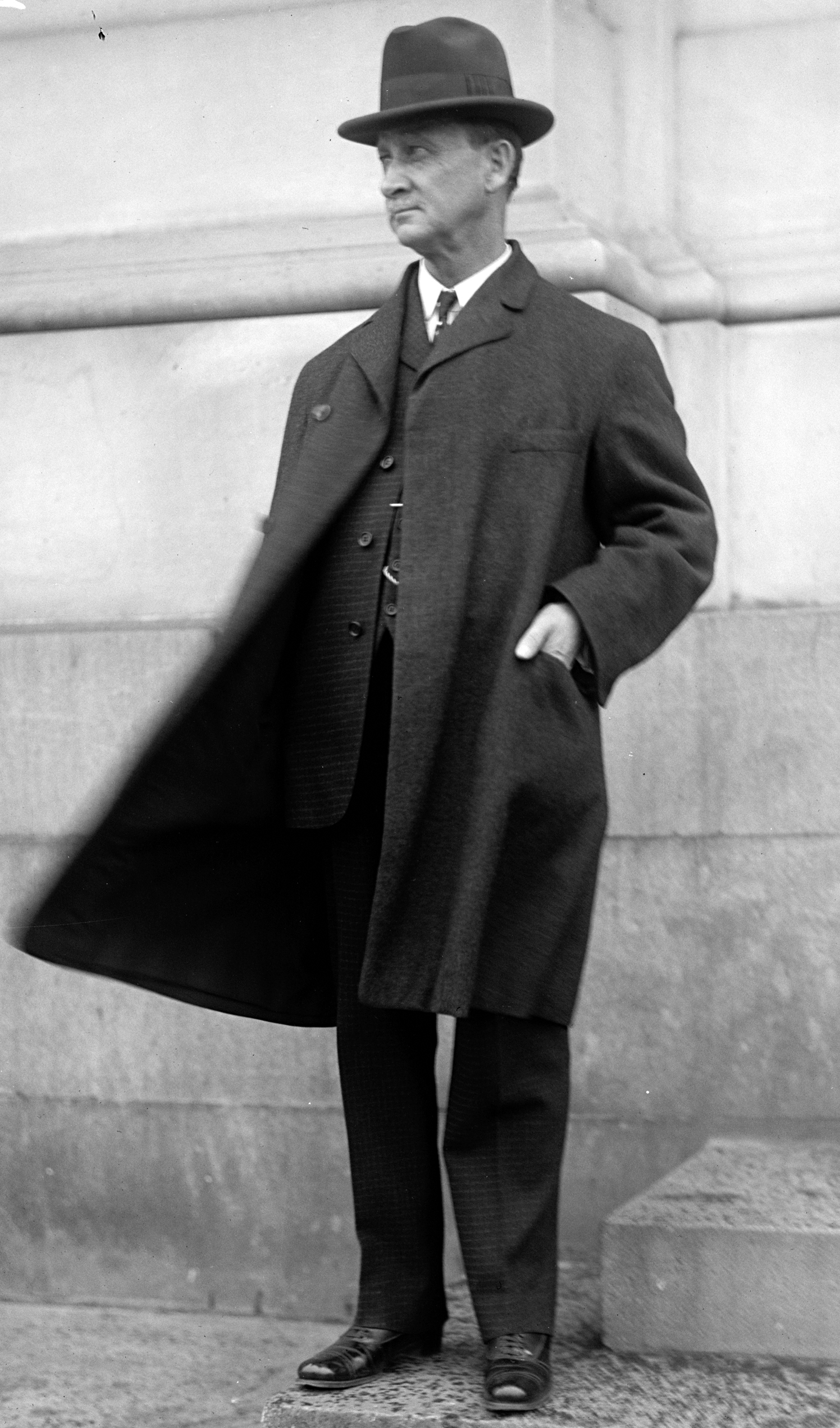
Warren Worth Bailey (1916)

Warren Worth Bailey (* 8. Januar 1855 in New Winchester, Hendricks County, Indiana; † 9. November 1928 in Johnstown, Pennsylvania) war ein US-amerikanischer Politiker. Zwischen 1913 und 1917 vertrat er den Bundesstaat Pennsylvania im US-Repräsentantenhaus.

## Werdegang
Im Jahr 1863 zog Warren Bailey mit seinen Eltern in das Edgar County in Illinois, wo er die öffentlichen Schulen besuchte. Danach arbeitete er bis 1875 im Telegraphendienst. Dann absolvierte er eine Lehre im Druckerhandwerk und begann eine lange Laufbahn im Zeitungsgeschäft. In den folgenden Jahren gab er Zeitungen unter anderem in Carlisle (Indiana) und in Chicago heraus. Seit 1893 lebte er in Johnstown, wo er die Zeitung Daily Democrat publizierte. Politisch schloss er sich der Demokratischen Partei an. Im Jahr 1906 kandidierte er noch erfolglos für das US-Repräsentantenhaus; 1912 nahm er als Delegierter an der Democratic National Convention in Baltimore teil, auf der Woodrow Wilson als Präsidentschaftskandidat nominiert wurde.
Bei den Kongresswahlen des Jahres 1912 wurde Bailey im 19. Wahlbezirk von Pennsylvania in das US-Repräsentantenhaus in Washington, D.C. gewählt, wo er am 4. März 1913 die Nachfolge des Republikaners Jesse Lee Hartman antrat. Nach einer Wiederwahl konnte er bis zum 3. März 1917 zwei Legislaturperioden im Kongress absolvieren. Von 1913 bis 1915 war er Vorsitzender des Committee on Mileage; zwischen 1915 und 1917 leitete er den Ausschuss zur Überprüfung der Ausgaben des Justizministeriums. 1913 wurden der 16. und der 17. Verfassungszusatz ratifiziert.
Im Jahr 1916 wurde Bailey nicht wiedergewählt. Zwischen 1920 und 1926 bewarb er sich bei allen Kongresswahlen erfolglos um die Rückkehr in das US-Repräsentantenhaus. Ansonsten war er weiterhin in der Zeitungsbranche tätig. Warren Bailey starb am 9. November 1928 in Johnstown, wo er auch beigesetzt wurde.